# Lucius Cornelius Merula (consul in 193 v.Chr.)
Lucius Cornelius Merula was een Romeins politicus en militair uit de 3e en 2e eeuw v.Chr.
Merula was praetor urbanus in 198 v.Chr. en onderdrukte in dat jaar een slavenopstand. In 194 v.Chr. was hij belast met het stichten van de Romeinse kolonie bij Temesse in Magna Graecia.
In 193 v.Chr. werd hij consul, samen met Quintus Minucius Thermus. Aan het begin van hun jaar werd Rome getroffen door een reeks aardbevingen, waardoor ze niet direct aan de staatszaken konden beginnen. De goden moesten eerst weer gunstig gestemd worden met offers. Na raadpleging van de Sibyllijnse boeken besloot men tot drie dagen van smeekbeden. Nadat dit was afgerond werden de posten verdeeld en werd Merula met Gallia Cisalpina belast.
Hij vocht tegen de Liguriërs en de Boii, die in de provincies bondgenoten aanvielen. Zij hadden een groter leger dan de Romeinen en de consul durfde ze niet in een grote slag aan te vallen, omdat hij niet vertrouwde op de kwaliteiten van zijn onervaren rekruten. Zijn collega Quintus Minucius Thermus bevrijdde ondertussen de stad Arretium, maar de Liguriërs bleven de Romeinen aanvallen en plunderden de provincie. Merula besloot tot een guerrillaoorlog en plunderde op zijn beurt het gebied van de Boii. Vervolgens trokken de beide consuls met hun legers naar de stad Mutina waar een grote slag plaatsvond, waarbij de Boii totaal werden verslagen. Er werden bijna 14.000 Galliërs gedood en 1000 gevangengenomen. De prijs van de overwinning was echter hoog, aan Romeinse zijde vielen 5000 slachtoffers, waaronder enkele hoge officieren.
Merula verwachtte voor zijn overwinning een triomftocht te mogen houden, maar hij werd door enkele van zijn officieren van nalatigheid beschuldigd. Zo zou hij zijn reservetroepen te laat hebben ingezet waardoor er zoveel slachtoffers konden vallen. Een van deze officieren was Marcus Claudius Marcellus, de consul van 196 v.Chr. Hij stuurde enkele berichten naar de senaat waarin hij verslag uit bracht van de gebeurtenissen. Hierop werd Merula zijn triomftocht geweigerd.